# Bernard Renault (canoë-kayak)
Pour les articles homonymes, voir Renault (homonymie).
Cet article concerne un kayakiste français. Pour le paléobotaniste français, voir Bernard Renault.
Bernard Renault est un kayakiste français de slalom. 
Il est médaillé d'or en kayak monoplace (K1) par équipe aux Championnats du monde de slalom 1977 à Spittal et médaillé de bronze en K1 par équipe aux Championnats du monde de slalom 1981 à Bala.
Il est aujourd’hui professeur de science de l’ingénieur au lycée Jules Haag de Besançon.